# Ludwig Schulmann

Porträt-Zeichnung des 1870 verstorbenen Heimatdichters

Ludwig Schulmann (Pseudonym L. Justus; geboren 1814 in Hildesheim; gestorben 24. Juli 1870 in Hannover) war ein deutscher Pädagoge, Zeitungsverleger, -herausgeber und -redakteur sowie Heimatdichter jüdischen Glaubens. Er schrieb im Calenberger Platt bzw. Hildesheimer Platt, einem ostfälischen Dialekt der niederdeutschen Sprache.

## Leben
Ludwig Schulmann war ein Sohn des zeitweilig in Paderborn tätigen Rabbiners David Levi, der den Familiennamen Schulmann angenommen hatte.
Schulmann studierte Philologie an der Universität Göttingen und lehrte anschließend einige Zeit in seiner Heimatstadt Hildesheim.
Ab 1842 setzte er sich für die systematische Ausbildung jüdischer Volksschullehrer im Königreich Hannover ein. Als Folge seiner Bemühungen wurde am 7. November 1848 in Hannover ein Seminar für jüdische Lehrer eröffnet.
Schulmann war zeitweiliger Herausgeber des in Hildesheim erschienenen Blattes Allgemeine Zeitung und Anzeigen. Ab 1863 gab er die in der Residenzstadt Hannover erschienenen Neuen Hannoversche Anzeigen heraus. Als diese mit dem Hannoverschen Kurier zusammengelegt wurde, behielt er die Redaktion bei, die er bis zu seinem Tod weiterführte.
Darüber hinaus schrieb Schulmann Beiträge in der Allgemeinen Zeitung des Judenthums sowie – unter dem Pseudonym Justus in anderen Zeitschriften.

## Schriften
- Talmudische Klänge, dem Hildesheimer Bezirksrabbiner Meyer Landsberg gewidmete Gedichte, Hildesheim: Fincke, 1856
- Norddütsche Stippstörken un Legendchen, Hildesheim:
  - Rege 1: Druck und Verlag von Carl Ernst Sundmacher; Digitalisat
  - Tweite Rege: Gerstenbergsche Buchhandlung, 1856; Digitalisat
    - 2. Auflage, Hildesheim: Gerstenberg, 1900
- Dat Bödekerlied, Hildesheim 1864
  - 2. Uplage, Hannover: Jänecke, 1864
  - Fiefte Uplage, Hannover: Kniep, 1878
- Kneiplied der 23. Philologen-Versammlung zu Hannover am 27. September 1864, Hannover: Jänecke, 1864
- Das Waterloo-Lied, Hannover, 1865
- Michael, Balladenzyklus, in Leopold Stein, Samuel Süskind: Israelitischer Volkslehrer, 2. Jahrgang, 1856, S. 315–322

sowie
- Deutschland, in:  Allgemeine Zeitung des Judenthums. Ein unpartheiisches Organ für alles jüdisches Interesse im Betreff von Politik, Religion, Literatur, Geschichte, Sprachkunde und Belletristik, hrsg. von Ludwig Philippson, Jhrg. 6, Leipzig: Verlag von Baumgärtners Buchhandlung, 1842, S. 624f.; Digitalisat